# Taffarel
Cláudio André Mergen Taffarel (Santa Rosa, 8 de maio de 1966) é um ex-futebolista brasileiro que atuava como goleiro. Atualmente é o treinador de goleiros da Seleção Brasileira.
Amplamente reconhecido como um dos maiores ídolos da história da Seleção Brasileira, Taffarel é frequentemente apontado como um dos melhores goleiros do país em todos os tempos. Disputou três edições da Copa do Mundo (1990, 1994 e 1998), totalizando 104 partidas oficiais pela Seleção principal, além de nove jogos não oficiais, seis pela Seleção Olímpica e quatro pela equipe que disputou os Jogos Pan-Americanos, somando 123 partidas no total. Está incluído no Hall da Fama da Seleção Brasileira no Museu do Futebol, ao lado de nomes como Pelé, Zico, Romário e Ronaldo.
Taffarel destacou-se como um especialista na defesa de pênaltis, característica que lhe rendeu o famoso bordão "Sai que é sua, Taffarel!", imortalizado pelo narrador Galvão Bueno. Apesar da crença de que a frase teria surgido em razão de suas grandes defesas, Galvão revelou, em entrevista a Pedro Bial, que a expressão foi criada como incentivo, uma vez que Taffarel costumava permanecer muito próximo da linha do gol, evitando sair para interceptar jogadas.
Após se aposentar dos gramados, passou a trabalhar como preparador de goleiros, com passagens por clubes como Galatasaray — onde é considerado ídolo — e Liverpool.

## Origens
Pertencente a uma família pobre de descendentes de imigrantes italianos e alemães, é natural de Crissiumal e nasceu num hospital em Tuparendi, que na época pertencia ao município de Santa Rosa. Passou a infância na cidade de Crissiumal, coincidentemente a mesma onde nasceu o também ex-goleiro Danrlei.

## Carreira

### Internacional

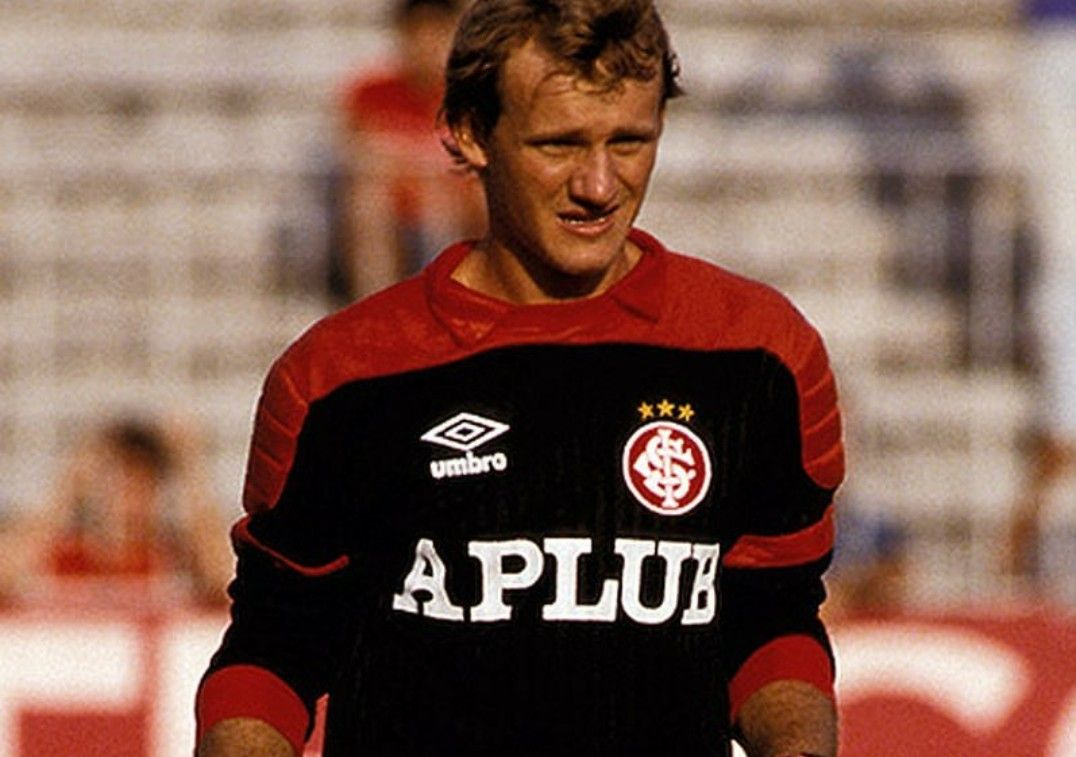
Taffarel atuando pelo Internacional na década de 80

Começou a jogar profissionalmente no Colorado em 1985 e se tornou ídolo imediato de uma torcida acostumada com goleiros sensacionais como Manga e Benítez. Taffarel, inclusive, apareceria para o futebol sendo conhecido pelo seu primeiro nome, Cláudio. Muito jovem, marcou presença no Brasileiro de 1986, quando foi uma das revelações da competição. Rapidamente se tornou uma presença nacional de destaque, com sua convocação para seleção sendo praticamente exigida por toda a torcida brasileira devido a suas grandes atuações no Inter.
Foi um dos destaques da final da Copa União de 1987 (equivalente ao Campeonato Brasileiro). No ano seguinte, levou o Inter a mais uma final de Campeonato Brasileiro, ficando com o vice-campeonato pela segunda vez consecutiva. Deixou o Internacional tendo disputado 24 "Grenais" e sem ter conquistado títulos expressivos.

### Parma
Um dos melhores arqueiros brasileiro no final da década de 80 e em toda a década de 90, Taffarel era sinônimo de ser goleiro. Ídolo nacional, construiu sua carreira europeia no Parma, da Itália, que o contratou após a Copa do Mundo de 1990 na Velha Bota. Com isso, Taffarel tornou-se o primeiro guarda-redes não italiano a jogar na Serie A.
Taffarel jogou pelo Parma por cinco temporadas. Sua primeira passagem foi de 1990 a 1993, período em que conquistou dois títulos importantes: a Copa da Itália, em 1992, e a Recopa Europeia, em 1993. Estreou com a camisa número 1 (um) na temporada 1990–91, jogando todas as 34 partidas do Campeonato Italiano. Repetiu o feito na temporada 1991–92.

### Reggiana
Na temporada 1993–94, Taffarel foi emprestado para a Reggiana. Principal reforço da equipe, o brasileiro teve boas atuações e fez com que o time permanecesse na Serie A para a temporada seguinte. Defendeu um pênalti na última rodada do Campeonato Italiano de 1993–94, contra o Milan. Taffarel foi considerado um dos melhores goleiros do Campeonato Italiano de 1994, o que lhe rendeu a convocação para Copa do Mundo nos Estados Unidos naquele mesmo ano.

### Atlético Mineiro
Taffarel chegou ao Atlético Mineiro em 1995, comprado do Parma por 1,3 milhões de reais, até então a contratação de goleiro mais cara da história do futebol brasileiro. Sua chegada foi celebrada por uma grande festa pelas ruas de Belo Horizonte. O Atlético-MG organizou uma carreata com trio elétrico, que durou cerca de três horas e levou milhares de pessoas às ruas. Realizou sua estreia pelo Galo em um amistoso contra o Flamengo, no dia 10 de fevereiro, no qual o placar final foi de 3–2 para o Atlético. Atuou pelo clube mineiro até 1998, despedindo-se na vitória sobre a Caldense por 2–0, em jogo válido pelo Campeonato Estadual. Foi para a Copa do Mundo de 1998 convocado pelo técnico Zagallo, e de lá partiu para o Galatasaray, da Turquia, numa negociação que custou 600 mil dólares. Devido ao carinho que criou pela torcida atleticana, escreveu em sua saída uma carta pública a explicando os motivos que o fizeram decidir por deixar o clube. Essa carta foi publicada no jornal Estado de Minas em 12 de julho de 1998.
O ex-jogador participou de 191 jogos com a camisa alvinegra e levou 203 gols no total. Nesse tempo, Taffarel conquistou três títulos: o Campeonato Mineiro de 1995, a Copa Centenário de Belo Horizonte de 1997 e a Copa Conmebol de 1997. Taffarel é, também, o quarto goleiro que mais atuou pelo clube em sua história.

### Galatasaray
Na Europa, ainda é lembrado por ter parado o grande atacante francês Thierry Henry na final da Copa da UEFA de 1999–00. Taffarel era na época goleiro do Galatasaray e esse foi o primeiro título continental do clube turco. Na final, o Galatasaray e o Arsenal se enfrentaram no Estádio Parken, na Dinamarca, num jogo bastante equilibrado, que terminou num empate em zero a zero no fim dos noventa minutos e se estendeu até ao prolongamento. Na decisão por pênaltis, o Galatasaray levou a melhor, vencendo por 4–1. Ergün Penbe, Hakan Şükür, Ümit Davala e Gheorghe Popescu marcaram para o Galatasaray, não possibilitando nenhuma defesa a David Seaman. Do lado do Arsenal, apenas Ray Parlour concretizou, sendo que Davor Šuker e Patrick Vieira falharam contra Taffarel.
Com esta vitória na Copa da UEFA, o Galatasaray fez história ao conquistar quatro troféus numa só época, juntando esta conquista ao Campeonato Turco, a Copa da Turquia e a Supercopa da UEFA de 2000. A decisão da Supercopa, disputada em agosto de 2000 no Stade Louis II, reunia o Galatasaray, campeão da Copa da UEFA e o Real Madrid, campeão da Liga dos Campeões da UEFA. O Galatasaray venceu por 2–1, conquistando assim o quarto título da temporada, um recorde não superado até hoje no futebol turco. A contribuição de Taffarel naquela temporada, foi espetacular, levando o Galatasaray a ser o segundo no ranking da IFFHS (Federação Internacional de História e Estatística do Futebol), ficando atrás apenas do clube madrilenho. Sua atuação pelo time de Istambul entre 1998 e 2001 foi intensa, e Taffarel foi considerado um verdadeiro fenômeno entre a garotada turca.
Idolatrado pela fanática torcida do Galatasaray, em 2011 Taffarel foi contratado para ser o treinador de goleiros no clube turco.

### Retorno ao Parma
Seu retorno ao clube aconteceu já no final de sua carreira, na temporada 2001–02, com tempo de conquistar mais um título no seu currículo: a Copa da Itália de 2002, após boas defesas na vitória na final contra a Juventus. Nessa época, Taffarel era sondado por vários clubes do Brasil como Corinthians, Cruzeiro e Fluminense. Entretanto, em 2003, aos 37 anos, o brasileiro preferiu encerrar sua carreira em território italiano.

## Seleção Nacional

### Olimpíadas
Começou a se destacar nas Olimpíadas de Seul, em 1988, quando espantou o mundo, fechando o gol do Seleção Brasileira Sub-23 na semifinal contra a Alemanha. Naquela partida, Taffarel defendeu três pênaltis, um na prorrogação e, mais dois na decisão das penalidades. Com o feito, levou o Brasil a grande final contra a antiga União Soviética, porém, na grande final, deixou escapar o ouro, perdendo o jogo por 2–1 de virada, se tornado vice-campeão olímpico, com a medalha de prata. A partir dali, Taffarel começava a aparecer no cenário do futebol mundial; grandes atuações no Internacional e na Seleção fizeram com que os italianos o levassem ao Parma, sendo o primeiro goleiro brasileiro a jogar no futebol italiano.

### Seleção principal
Pela Seleção Brasileira principal, Taffarel tem o maior número de jogos de um goleiro da história. Foram 123 aparições, com 113 jogos pela seleção principal. Cláudio Taffarel soma quatro jogos oficiais restritivos pela seleção dos Jogos Pan-Americanos de 1987 em Indianápolis e seis jogos nos Jogos Olímpicos de Verão de 1988. Jogou também as Copas do Mundo de 1990 na Itália, 1994 nos Estados Unidos e 1998 na França. Taffarel sofreu 15 gols nos 18 jogos em que defendeu o Brasil nas Copas do Mundo. Seu grande ápice na Seleção Brasileira foi a campanha rumo ao título na Copa do Mundo de 1994, defendendo a cobrança de Daniele Massaro na disputa por pênaltis contra a Itália em plena final. Também disputou a final de 1998, perdida para a França, após defender dois pênaltis, de Phillip Cocu e Ronald de Boer, na disputa por pênaltis na semifinal contra a Holanda.
O bordão "Sai que é sua, Taffarel!" foi criado pelo narrador Galvão Bueno para as defesas do goleiro na Copa do Mundo de 1994.

### Jogos pela Seleção Brasileira
| Ano                | Ano                | Ano | Jogos | Jogos | Jogos | Gols | Gols | Gols |
| ------------------ | ------------------ | --- | ----- | ----- | ----- | ---- | ---- | ---- |
| 1987               | 1987               | 4   | 4     | 4     | 0     | 0    | 0    |      |
| 1988               | 1988               | 16  | 16    | 16    | 0     | 0    | 0    |      |
| 1989               | 1989               | 16  | 16    | 16    | 0     | 0    | 0    |      |
| 1990               | 1990               | 7   | 7     | 7     | 0     | 0    | 0    |      |
| 1991               | 1991               | 10  | 10    | 10    | 0     | 0    | 0    |      |
| 1992               | 1992               | 2   | 2     | 2     | 0     | 0    | 0    |      |
| 1993               | 1993               | 15  | 15    | 15    | 0     | 0    | 0    |      |
| 1994               | 1994               | 9   | 9     | 9     | 0     | 0    | 0    |      |
| 1995               | 1995               | 5   | 5     | 5     | 0     | 0    | 0    |      |
| 1996               | 1996               | 0   | 0     | 0     | 0     | 0    | 0    |      |
| 1997               | 1997               | 15  | 15    | 15    | 0     | 0    | 0    |      |
| 1998               | 1998               | 15  | 15    | 15    | 0     | 0    | 0    |      |
| Jogos não-oficiais | Jogos não-oficiais | 9   | 9     | 9     | 0     | 0    | 0    |      |
| Total              | Total              | 123 | 123   | 123   | 0     | 0    | 0    |      |

## O ponto forte: defesa de pênaltis
Começou a ser destaque nesse quesito na conquista do Campeonato Mundial Sub-20 de 1985, quando defendeu um pênalti no tempo normal na semifinal contra a Nigéria, garantindo a vitória brasileira por 2–0. O goleiro sofreu apenas um gol durante todo o torneio. Nas Olimpíadas de Seul, em 1988, foi novamente a grande estrela do Brasil, defendendo três pênaltis na semifinal contra a Alemanha.
Na Copa do Mundo de 1994, Taffarel foi um dos principais responsáveis pela conquista do Tetra, defendendo o pênalti de Daniele Massaro na final contra a Itália. No ano seguinte, na semifinal da Copa América de 1995, contra a Argentina, defendeu duas cobranças. Na Copa do Mundo de 1998, na França, Taffarel mostrou ao mundo que era mesmo o maior pegador de pênaltis de sua época. Fechou o gol na semifinal contra a Holanda, acertou o canto nas quatro cobranças e defendeu duas, garantindo a vitória ao Brasil por 4–2, levando o país a sua segunda final de Copa do Mundo consecutiva. A última disputa por pênaltis da sua carreira foi na final da Copa da UEFA, em 17 de maio de 2000, quando defendia as cores do Galatasaray.

## Prêmios e recordes
A IFFHS (Federação Internacional de História e Estatística do Futebol) retrata Taffarel como um dos melhores da história. Entre 1989 e 2013, Taffarel já esteve presente em 13 listas. Quando ainda era jogador, destacou-se por oito vezes entre os dez melhores do mundo. Com a carreira finalizada em 2003, aos 37 anos, Taffarel ainda foi considerado o 10º melhor goleiro do mundo na história da IFFHS por cinco anos consecutivos (2009, 2010, 2011, 2012, 2013).
Taffarel é o único goleiro campeão mundial da história a defender um pênalti numa final de Copa do Mundo. Tornou-se também o único jogador da Seleção Brasileira a nunca ser substituído em três Copas do Mundo consecutivas: 1990, 1994 e 1998, num total de 18 jogos como titular absoluto. Taffarel é dono do recorde em jogos de um goleiro brasileiro na história da Copa América com 25 partidas em cinco edições disputadas: 1989, 1991, 1993, 1995 e 1997. Foi bicampeão, vencendo em 1989 e 1997.

## Títulos
Internacional
- Torneio de Glasgow: 1987
- Troféu Cidade de Vigo de 1987
- Torneio de Celta (Espanha): 1989

Parma
- Copa da Itália: 1991–92 e 2001–02
- Recopa Europeia: 1992–93

Atlético Mineiro
- Campeonato Mineiro: 1995
- Copa Centenário de Belo Horizonte: 1997
- Copa CONMEBOL: 1997

Galatasaray
- Campeonato Turco: 1998–99 e 1999–00
- Copa da Turquia: 1998–99 e 1999–00
- Copa da UEFA: 1999–00
- Supercopa da UEFA: 2000

Seleção Brasileira
- Copa do Mundo FIFA Sub-20: 1985
- Jogos Pan-Americanos: 1987
- Torneio Bicentenário da Austrália: 1988
- Taça das Nações: 1988
- Copa América: 1989 e 1997
- Copa do Mundo FIFA: 1994

### Campanhas de destaque
Seleção Brasileira
- Jogos Olímpicos: medalha de prata (Seul 1988)
- Copa do Mundo FIFA: vice-campeão (1998)

Internacional
- Campeonato Brasileiro em (1987) e (1988): vice-campeão

### Prêmios individuais
- Bola de Prata da revista Placar: 1987 e 1988
- Bola de Ouro da revista Placar: 1988
- 3º Melhor Futebolista Sul-Americano do Ano: 1988
- Sétimo melhor goleiro do mundo pela IFFHS: 1989, 1992, 1998 e 2000
- Quinto melhor goleiro do mundo pela IFFHS: 1990
- Terceiro melhor goleiro do mundo pela IFFHS: 1991 e 1994
- Terceiro melhor goleiro da Copa do Mundo FIFA: 1994
- Nono melhor goleiro do mundo pela IFFHS: 1997
- Melhor jogador na final da Copa da UEFA: 2000
- Segundo melhor goleiro da América do Sul dos últimos 25 anos pela IFFHS[17]
- Seleção Brasileira de Todos os Tempos pela IFFHS (Time B): 2021[18]